# Ångslipspelet

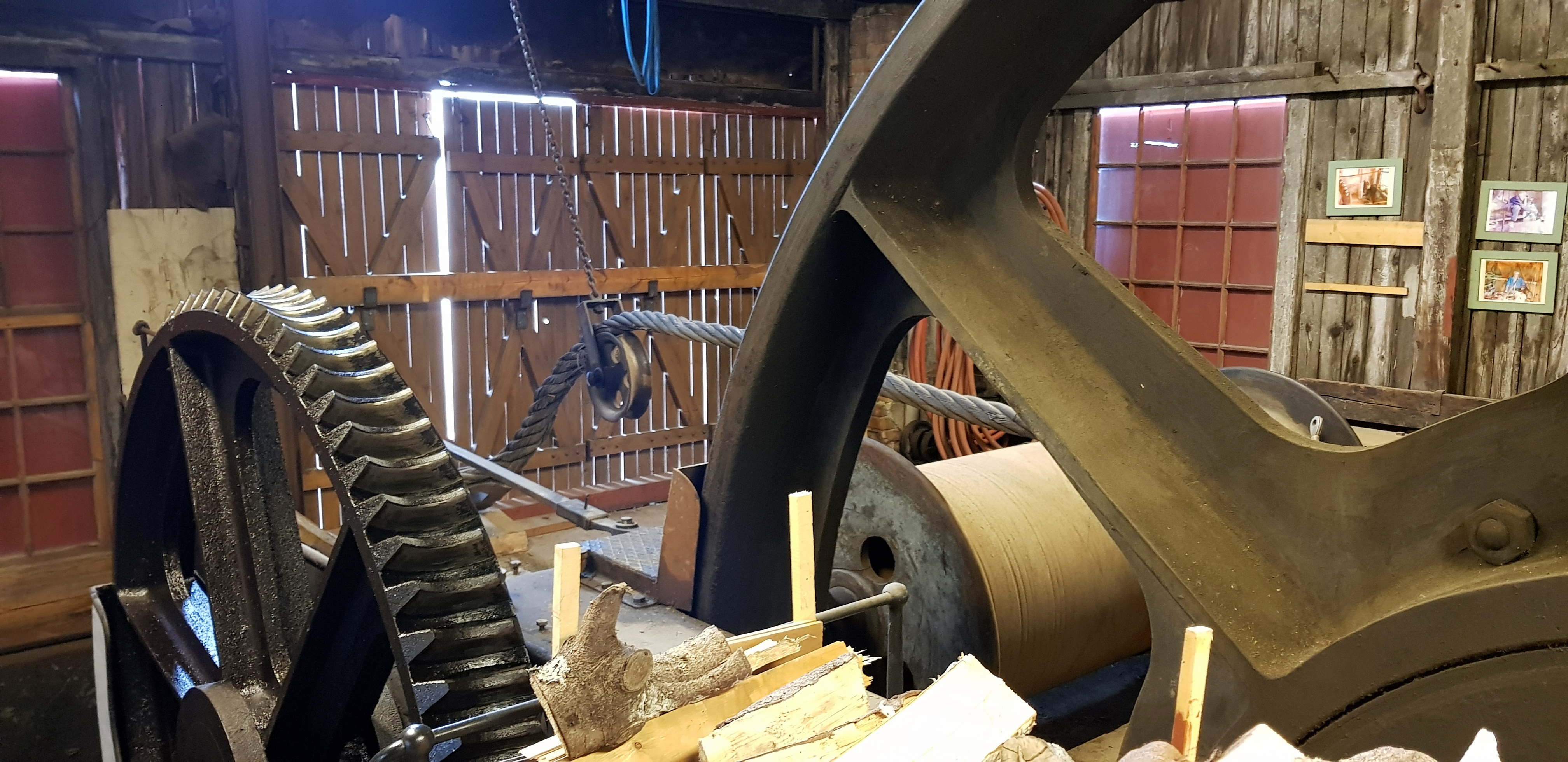
En bild av ångslipspelet vid Gävle Varv

Ångslipspelet är ett industriminne på Gävle Varvs område i Gävle.
Ångslipspelet installerades 1883-85 som en del av de investeringar som AB Atlas gjorde efter att ha övertagit Gefle Varvs AB efter det att detta gått i konkurs 1876. Investeringarna visa sig vara olönsamma och reparations- och utrustningsvarvet avvecklades 1888. På fabriksområdet har sedan dess bedrivits verkstadsrörelse samt under olika perioder fartygstillverkning. Ångslipspelet var varit i användning under perioder fram till 1950- eller 1960-talet.
Ångmaskinen är en liggande tvåcylindrig mottrycksångmaskinen, som är i originalskick. Den inköptes från Day & Summer i Southampton i Storbritannien. 
Ångpannan är en renoverad begagnad sjöångpanna från Bergsunds Mekaniska Verkstad i Stockholm, som byggdes 1926 och som varit monterad i S/S Östa till 1999. Den har en eldyta på nästan 30 kvadratmeter.
Vinschspelet var dimensionerat för att klara uppdragning av fartyg på upptill 1.500 ton. De inköptes från Day & Summer i Southampton och har en vajer med en diameter av omkring 8 centimeter. Den dras upp på en lintrumma, som har en diameter på en meter. Det finns också en klenare vajer för att spela ut slipvagnen och dragvajern.
Inredningen i ångslipspelhuset är i stort sett intakt från verksamhetsåren.

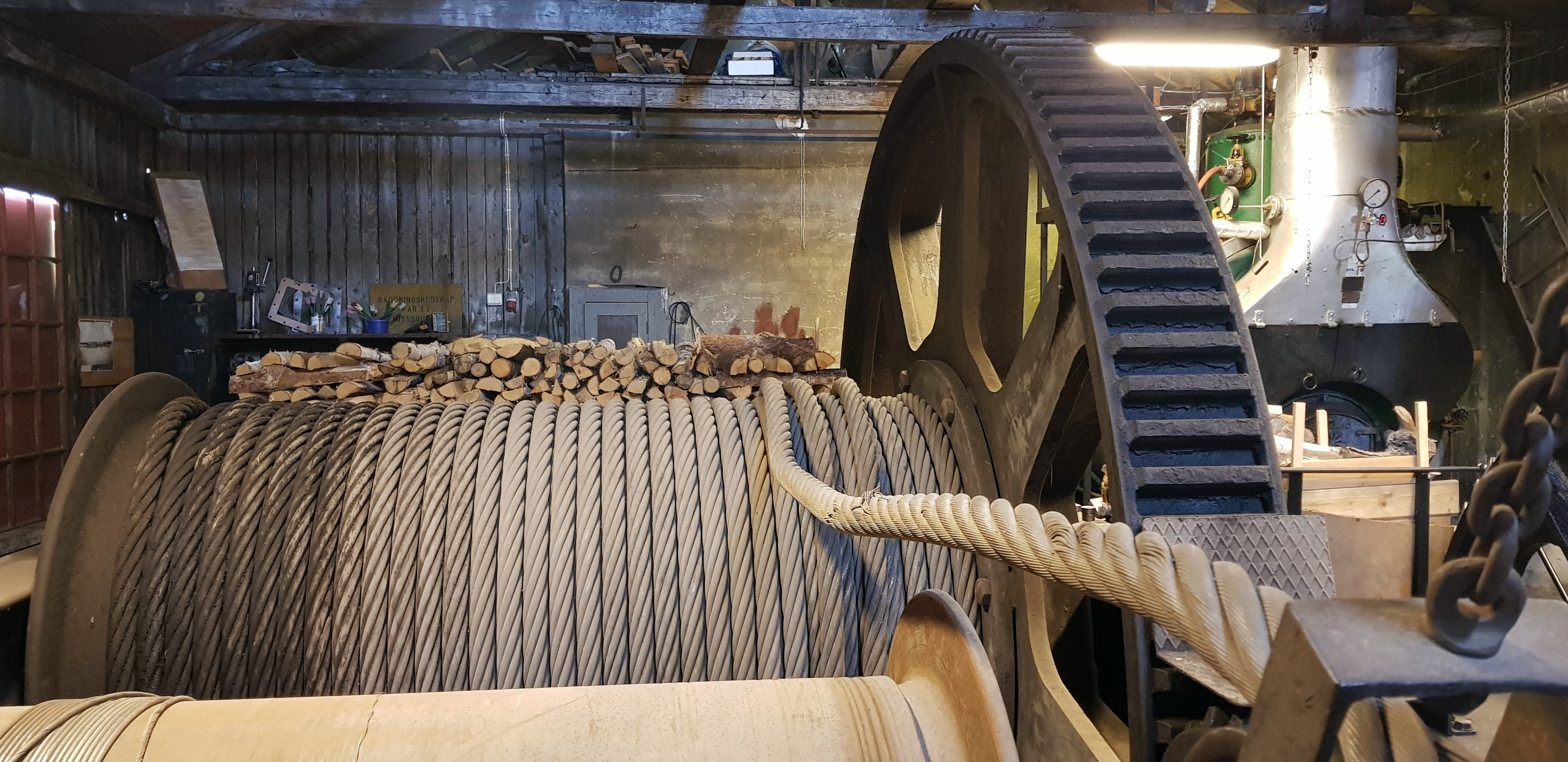
Det renoverade ångslipspelet vid Gävle Varv med den vedeldade ångpannan i bakgrunden.

Ångslipspelet har under 2000-talet restaurerats av frivilliga inom Gävle Varvs historiska förening. Föreningen har även renoverat en återfunnen ångmaskin tillhörande en numera riven tripodkran på varvets utrustningskaj och återuppbyggt en förrådsbyggnad på omkring 16 x 5 meter, som tidigare användes som upplag för kol till ångpannan för material, drev, tjära, patentfärger och reservdelar för slipspel och slipvagnarna.